# مارك أوليري
مارك أوليري (بالإنجليزية: Mark O'Leary)‏ هو لاعب قذف أيرلندي، ولد في 1977 في Kilruane ‏ في جمهورية أيرلندا.